# Euloge Ahodikpe
Euloge Ahodikpe (Párizs, 1983. május 1. –) francia–togói labdarúgó, középpályás.

## Mérkőzései a togói válogatottban
| #  | Dátum               | Ellenfél     | Eredmény | Kiírás              | Esemény    |
| -- | ------------------- | ------------ | -------- | ------------------- | ---------- |
| 1. | 2008. november 19.  | Ruanda       | 1 – 0    | barátságos mérkőzés | becserélve |
| 2. | 2009. június 20.    | Marokkó      | 0 – 0    | Vb-selejtező        |            |
| 3. | 2009. augusztus 12. | Angola       | 0 – 2    | barátságos mérkőzés | 82'        |
| 4. | 2009. szeptember 6. | Marokkó      | 1 – 1    | Vb-selejtező        | 30'        |
| 5. | 2009. október 10.   | Kamerun      | 0 – 3    | Vb-selejtező        | 55'        |
| 6. | 2009. október 14.   | Japán        | 0 – 5    | barátságos mérkőzés | 69'        |
| 7. | 2010. május 19.     | Gabon        | 0 – 3    | barátságos mérkőzés |            |
| 8. | 2010. július 1.     | Csád         | 2 – 2    | ANK-selejtező       | 50'        |
| 9. | 2010. augusztus 11. | Szaúd-Arábia | 0 – 1    | barátságos mérkőzés |            |

## Életpályája

### Diósgyőr
2008 nyarán került Diósgyőrbe, a Pápa FC-től egy évre kölcsönbe. Általában kezdőként szerepel a jobb oldalon középpályásként. Rendkívül gyors és erőteljes labdarúgó, 2008–09 telén Togo válogatottjába is behívták. Az év végén már nem is lépett pályára az utolsó meccsen, mert elkérte magát, hogy Franciaországban új csapat után nézzen, mivel az ügyvezetővel nem állapodtak meg a közös jövőről.

### Korábbi klubjai
- Lombard Pápa Termál FC
- Diósgyőri VTK

### NB1-es pályafutása
- Mérkőzések száma: 28
- Gólok száma: –